# Cintura nera Jung-do
Cintura nera Jung-do (무도실무관?, MudosilmugwanLR) è un film del 2024 diretto da Jason Kim.

## Trama
Lee Jung-do è cintura nera di taekwondo, kendo e judo che trascorre le sue giornate giocando ai videogiochi con i suoi amici nerd quando non lavora come fattorino per il ristorante di pollo fritto di suo padre. Dopo una di queste consegne, Jung-do aiuta l'ufficiale di libertà vigilata Cho Min-Jo a sottomettere un criminale che è stato sorpreso a violare la sua libertà vigilata. Dopo aver ricevuto un encomio per il suo aiuto, il direttore del dipartimento di libertà vigilata Kim Sun-min convince Jung-do ad arruolarsi come "ufficiale di arti marziali", specializzato nel confronto fisico con i trasgressori della libertà vigilata, con Sun-min che funge da partner e mentore. Dopo aver accettato il lavoro, i due diventano subito amici e Jung-do considera presto Sun-min come un fratello maggiore per lui.
Il famigerato molestatore di bambini Kang Ki-Jung viene rilasciato dal carcere in libertà vigilata e Sun-min e Jung-do vengono incaricati di tenerlo d'occhio. Nonostante la loro costante sorveglianza, Ki-Jung riesce a riunirsi con il suo amico e complice Han Byung-Soon e incontra il pornografo del dark web Kim Min-Wook che gli chiede di filmare Ki-Jung materiale per lo sfruttamento dei minori. Una giovane ragazza viene rapita da loro e Sun-min, Min-Jo e Jung-do vengono inviati in luoghi diversi come distrazione dove subiscono un'imboscata da ex detenuti in libertà vigilata in cerca di vendetta. Min-Jo viene ucciso e Sun-min rimane con una grave ferita al collo nell'imboscata, ma Jung-do riesce a sfuggire ai suoi aggressori. Corre verso il condominio di Ki-Jung, dove si rende conto che Ki-Jung e Byung-Soon si nascondono nel seminterrato e li affronta. Combatte Ki-Jung, che lascia Jung-do gravemente ferito e riesce a fuggire con Byung-Soon, ma la ragazza rimane illesa.
Con Sun-min in convalescenza in ospedale, Jung-do arruola i suoi amici per rintracciare Ki-Jung e Byung-Soon. Trovano Min-Wook, che rivela che i due hanno usato una carta di debito che aveva dato loro. Usando queste informazioni, Jung-do e i suoi amici rintracciano Ki-Jung e Byung-Soon in un ristorante. In una mischia, Jung-do abbatte Byung-Soon e batte Ki-Jung in un combattimento uno contro uno. Jung-do e i suoi amici vengono elogiati per le loro azioni, e lui e Sun-min tornano in servizio come agenti di libertà vigilata.

## Produzione
La commedia d'azione è stata diretta e scritta da Jason Kim, già autore di Cheongnyeon gyeongchal (2017), The Divine Fury (2019) e Bloodhounds (2023). Le riprese erano previste per la seconda metà del 2023. La produzione è stata curata da Climax Studio e Seven O Six.
Kim Woo-bin e Kim Sung-kyun sono stati confermati come protagonisti del film, che sarebbe stato distribuito su Netflix.

## Distribuzione
Il film è stato distribuito sulla piattaforma Netflix a partire dal 13 settembre 2024.